# Кустин (зупинний пункт)
Ку́стин — пасажирська зупинна залізнична платформа Рівненської дирекції Львівської залізниці.
Розташована поблизу села Кустин Рівненського району Рівненської області на лінії Рівне — Сарни між станціями Любомирськ (7 км) та Решуцьк (3 км).
Станом на вересень 2017 р. на платформі зупиняються приміські поїзди.